# (6584) Ludekpesek
(6584) Ludekpesek (1984 FK) – planetoida z pasa głównego asteroid okrążająca Słońce w ciągu 3,43 lat w średniej odległości 2,27 j.a. Odkryta 31 marca 1984 roku.